# Franz Ahrens

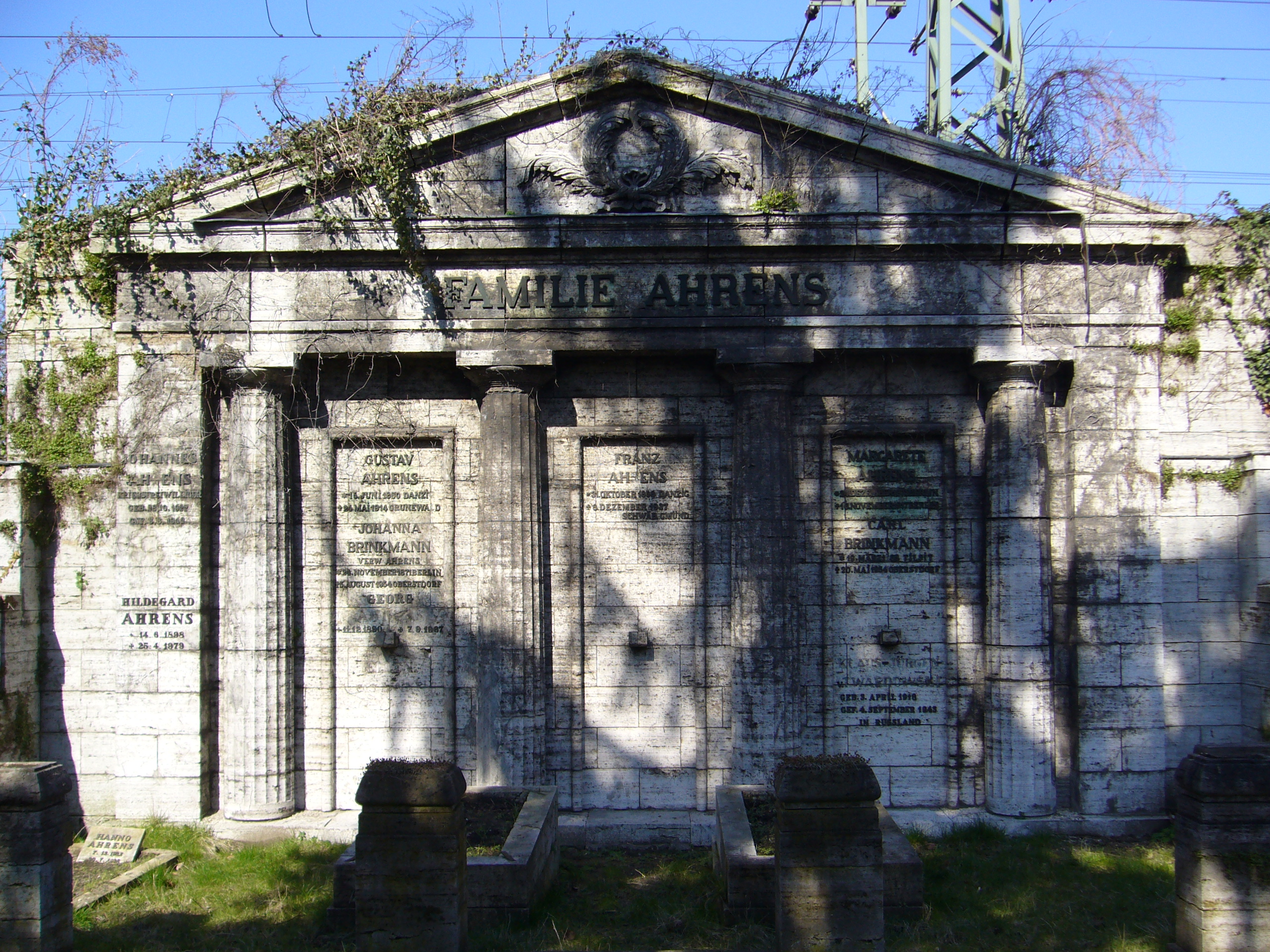
Gruft der Familie Ahrens auf dem Friedhof Grunewald

Franz Ahrens (* 31. Oktober 1858 in Danzig; † 8. Dezember 1937 in Schwäbisch Gmünd) war ein deutscher Architekt.
Ab 1902 führte Ahrens den Titel kaiserlicher Baurat. Er arbeitete in Berlin und erhielt viele größere Aufträge, insbesondere für Industriebauten wie Betriebshöfe für Kraftomnibusse (1906–1930) und Warenhäuser (1905–1909).

## Bauten

### Ausgeführte Werke ab 1893
- 1893–1898: Berlin-Mitte: Postmuseum, Leipziger Straße 16, erbaut nach Plänen von Ernst Hake, Bauleitung Postbaurat Heinrich Techow, Ausführungsplanung von Franz Ahrens
- um 1895: Berlin-Grunewald: Amtshaus und Feuerwache Grunewald, Wernerstraße 1/3, Amtshaus im Stil der deutschen Renaissance gestaltet wie eine Villa
- 1905–1906: Berlin-Kreuzberg: Warenhaus Jandorf, Kottbusser Damm 1 / Planufer 96/97 / Graefestraße 93, fünfgeschossiges Haus im Stil der beginnenden Moderne mit neoromanischen Elementen
- 1907–1908: Berlin: Pferdeomnibus-Betriebshof, Schwedenstraße 14–15
- 1907 bis 1908: Berlin-Mitte: Friedrichstraßen-Passage, Handelskomplex, verband die Friedrichstraße mit der Oranienburger Straße[1]
 Nach Kriegszerstörung großer Teile nach der Wende als Kunsthaus Tacheles bekannt geworden; Oranienburger Straße 54–56a / Friedrichstraße 110–112.[2]
- 1910: Köln: Excelsior Hotel Ernst, 1910, zusammen mit Heinrich Müller-Erkelenz
- 1910–1911: Berlin-Kreuzberg: Viktoria-Speicher I der BEHALA, Köpenicker Straße 22, als achtgeschossiger Speicherbau in Stahlbetonskelettbauweise errichtet; gehörte zu den frühen reinen Stahlbetonbauten Berlins

### Weitere Bauten einschließlich der Omnibus-Hauptwerkstatt
- 1911–1913: Berlin, ABOAG-Verwaltungsgebäude in der Usedomer Straße 24 (bzw. Jasmunder Straße 2–2a),
- 1927: die Omnibus-Hauptwerkstatt der Allgemeinen Berliner Omnibus AG im Berliner Stadtteil Alt-Treptow errichtet. Damals bestand Bedarf für eine Halle, in der die Omnibusse gut und schnell rangiert werden konnten, um notwendige Reparaturarbeiten schnell durchführen zu können. Sie war mit 100 Metern Länge und 70 Metern Spannweite (7000 m²) damals die größte freitragende Halle in Berlin und eine der größten in Europa. Tageslicht fällt noch heute durch die Oberlichter und die verglasten Stirnseiten der Halle ein. Die Halle wird heute unter dem Namen Arena Berlin als Veranstaltungsort genutzt, die Oberlichter sind einseitig mit einer Photovoltaikanlage versehen.[3]
- 1929–1930: Berlin: Autobus-Betriebshof zwischen Usedomer Straße 24, Jasmunder Straße 2–2a, Wattstraße 22–24 und Stralsunder Straße; mit Wagenhalle für 120 Autobusse und Dienstgebäude mit Wohnungen

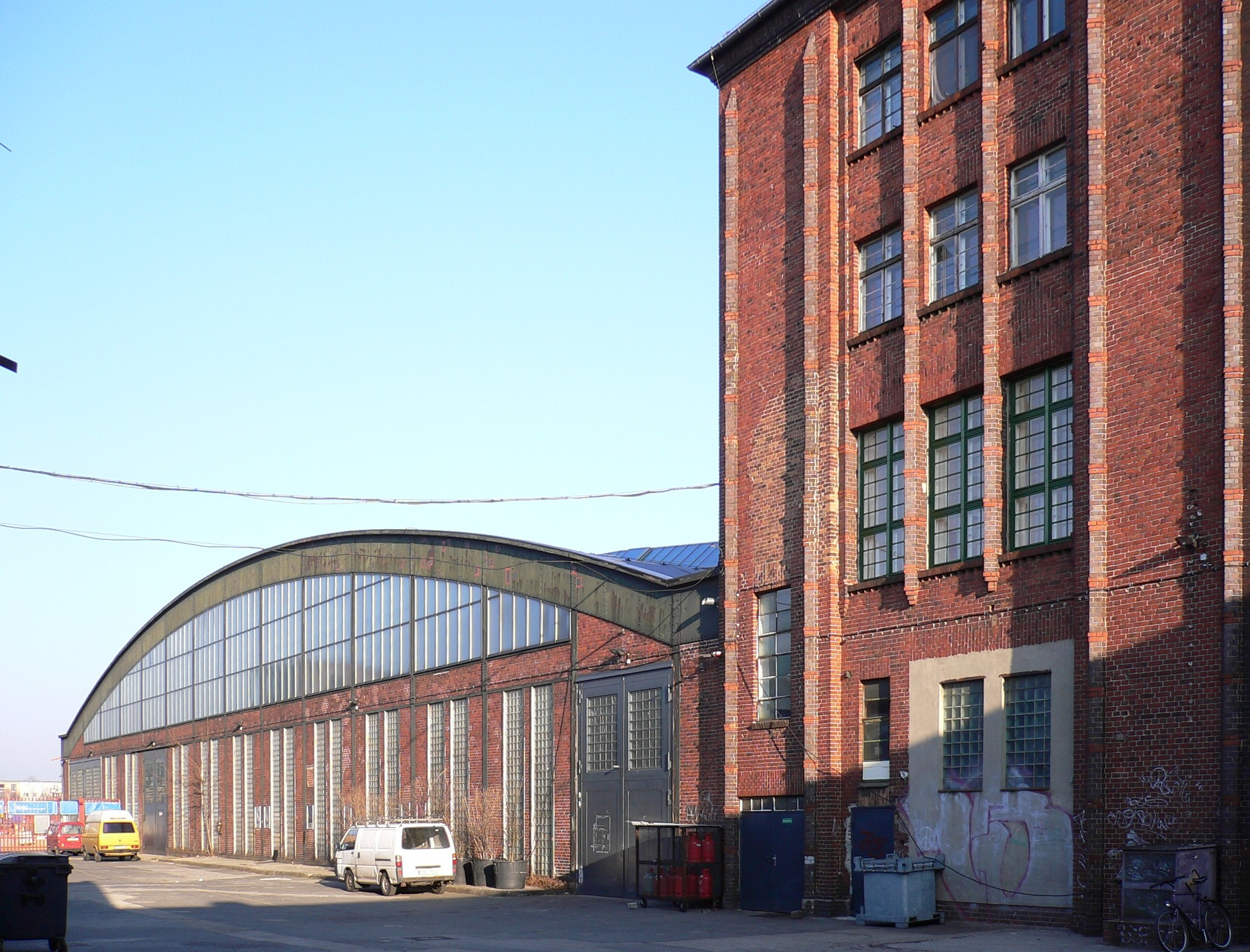
Alte ABOAG-Halle
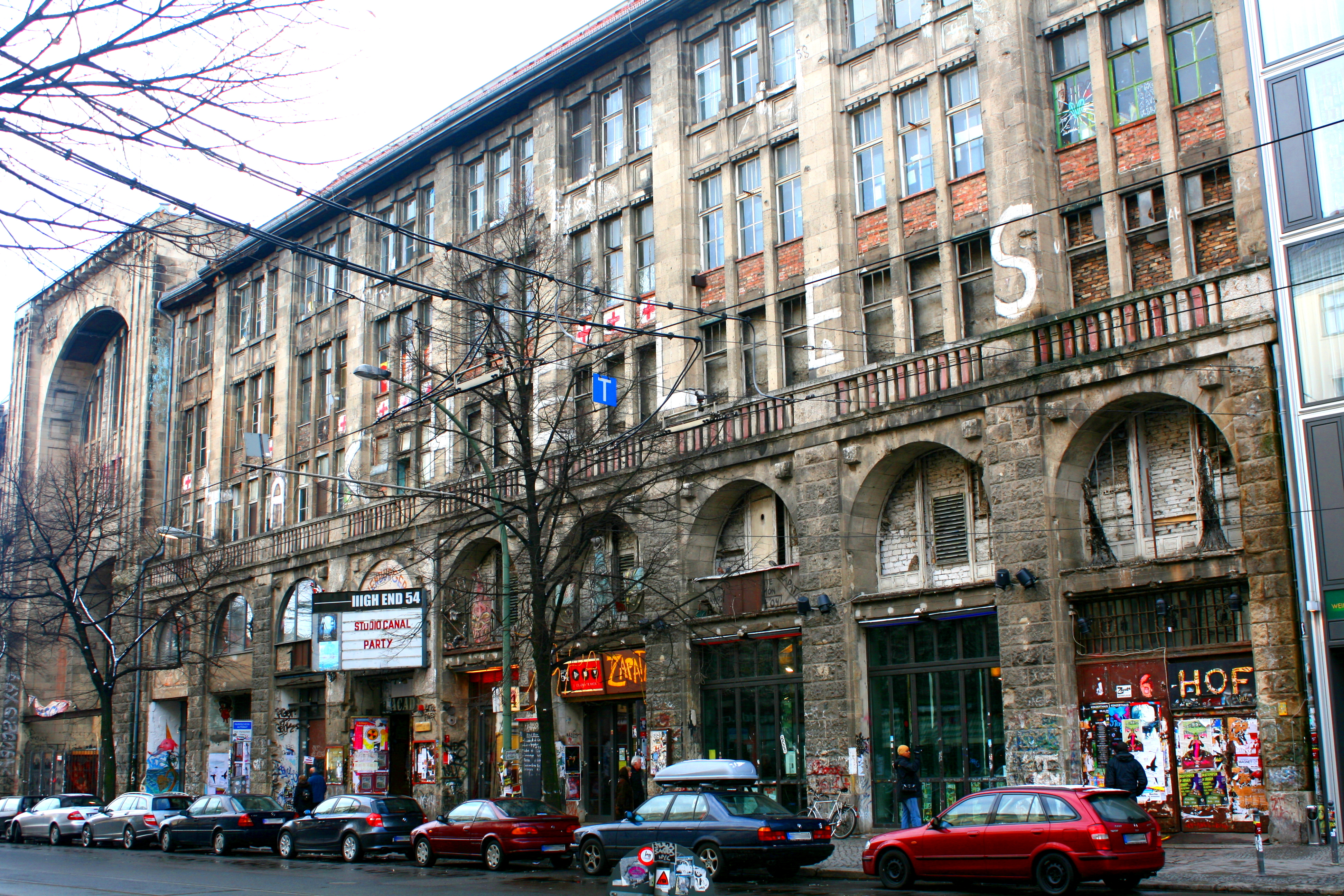
Kunsthaus Tacheles
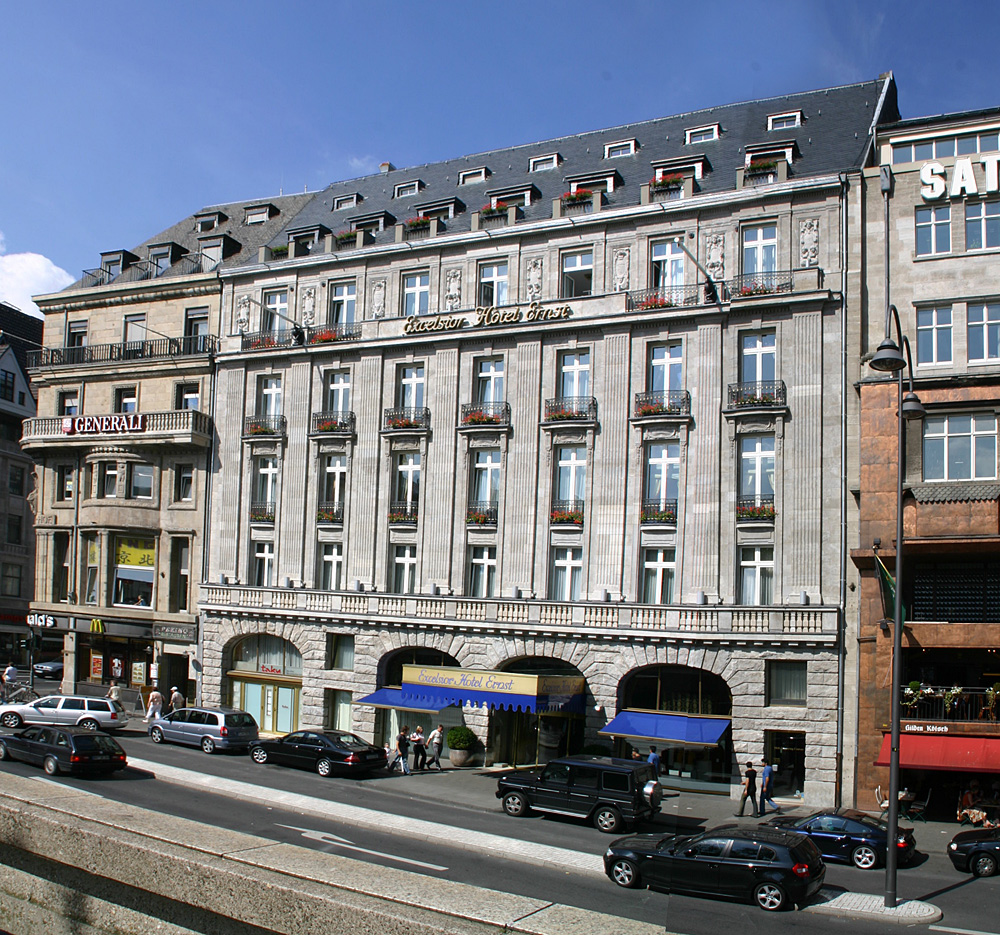
Hotel Excelsior in Köln
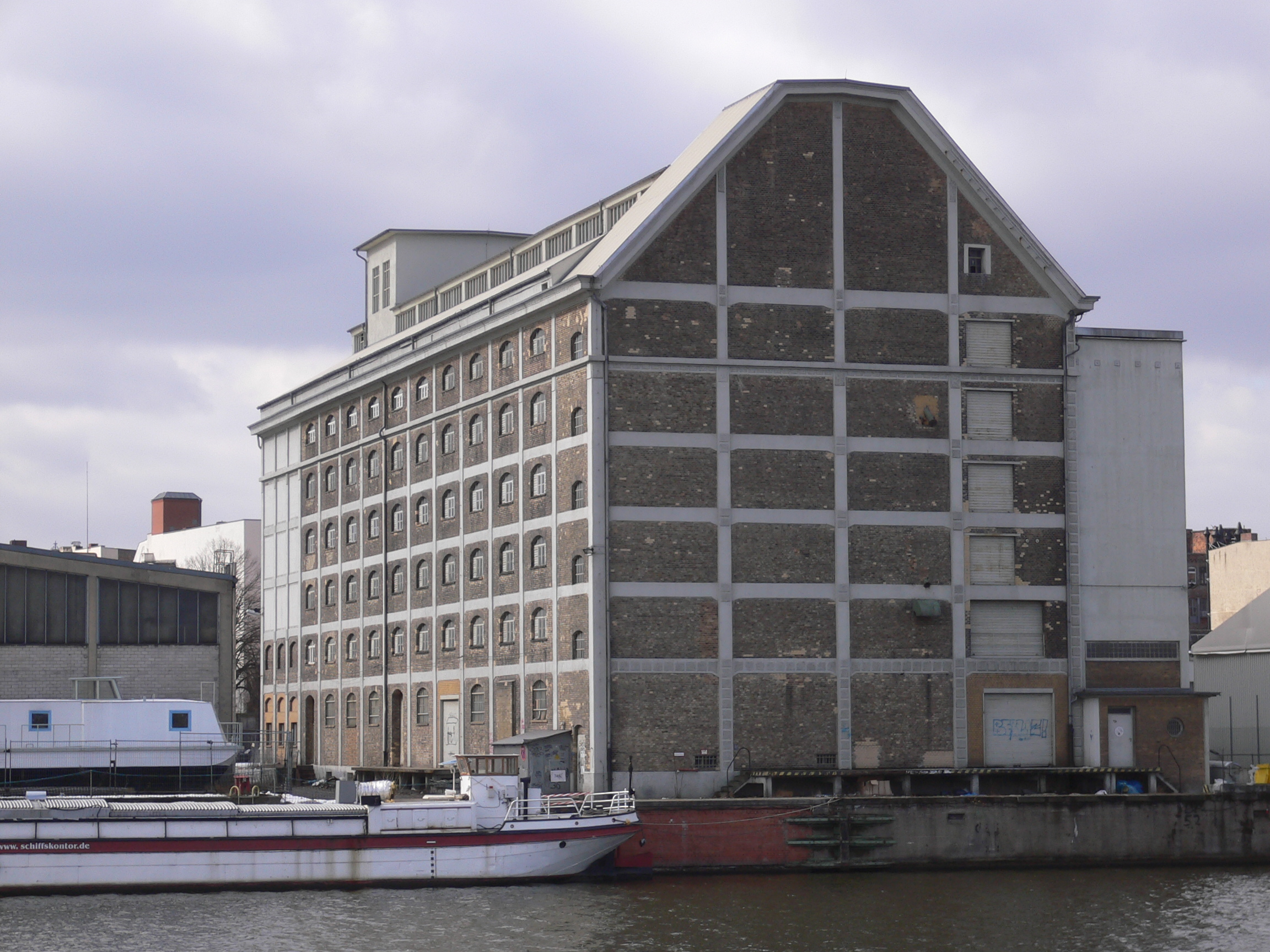
Viktoriaspeicher I an der Spree